# 大学勝利奉仕団
大学勝利奉仕団（だいがくしょうりほうしだん、英語：Varsity Victory Volunteers）は、太平洋戦争中のアメリカ合衆国ハワイ準州（Territory of Hawaii）において、ハワイ大学の学生を中心とした日系二世の若者たちによって結成された準軍事組織である。愛称は「トリプルV」（Triple V, VVV）。正式名称は「補助工兵部隊」（Corps of Engineers Auxiliary）。

## 結成までの経緯
真珠湾攻撃を受けた直後、ハワイ大学の予備役将校訓練課程（ROTC）は即座にライフル銃を支給され、セント・ルイス・ハイツというハワイ大学近くの高台に降りたと報告されていた日本軍の落下傘部隊に応戦する命令を受け、派遣された。報告自体は誤報だったが、7日午後にROTCはハワイ準州防衛隊の指揮下に入り、ハワイの軍事重要地点の警備にあたり、この中には、多くの日系二世が含まれていた。しかし、このような二世の働きがあったにもかかわらず、日系人に対する不忠誠の嫌疑は大きくなっていき、1942年1月19日に日本人の血を引く全てのアメリカ人が、「4-C（徴兵不可の外国人）」という軍から受け入れを拒否される最低の徴兵資格に落とされ、何の説明もないまま除隊させられることとなった。
それでも、アメリカ人として祖国に尽くすことを望んだ二世の若者達は、
との誓願文を、デロス・エモンズ元帥に提出した。
これを受けて、エモンズ元帥は日系アメリカ人から成る労働奉仕を行う歩兵大隊の編成を決定し、1942年2月25日にスコフィールド・バラックスに置かれる、第34戦闘工兵連隊の配下にあるアメリカ陸軍工兵部隊として、VVVが結成された。

## 活動内容とその評価
VVVは1943年1月31日まで存続したが、その約1年間にわたって、169名の二世達は、アメリカ軍の為に倉庫を建設し、有刺鉄線を張り、掲示板や棚を作り、岩を採石する、何回もの献血に応じる、約28,000ドルにのぼる戦時債権を購入する、といった考えられる全ての銃後の仕事をやり遂げ、簡易ベッドとマットレス、食事、僅かばかりの小遣いが与えられる以外は無償で活動を続けた。
このようなVVVの働きぶりは、スコフィールド・バラックスにおける他の非日系人部隊からも次第に信頼を得るようになり、同地で得たどんな仕事でも喜んでやるという評価と、一足先にアメリカ本土で訓練を受けていた第100歩兵大隊が出した訓練成績の優秀さがエモンズ元帥の耳に届き、日系人の志願兵をアメリカ軍に入隊させるという動きが加速することとなった。1943年夏には、多数のVVV出身の志願兵が第442連隊戦闘団の一員として、ミシシッピ州のキャンプ・シェルビーで訓練に入った。
現在のハワイにおいては、日系人部隊編成のきっかけを作っただけでなく、ハワイにおける日系人の地位向上にも一役買ったとの評価を得ている。